# Aragüita
Aragüita – miasto w Wenezueli, w stanie Miranda.